# Friedrich Wilhelm von Brandenburg

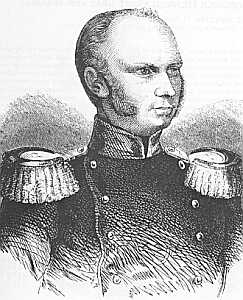
Friedrich Wilhelm von Brandenburg.

Friedrich Wilhelm von Brandenburg, född den 24 januari 1792 i Berlin, död där den 6 november 1850, var en preussisk greve, militär och statsman. Han var son till kung Fredrik Vilhelm II i dennes morganatiska äktenskap med grevinnan Sophie von Dönhoff. 
von Brandenburg utmärkte sig under befrielsekriget 1813 och blev 1839 kommenderande general samt 1848 general av kavalleriet. Den 8 november samma år inträdde han som president i ministären Brandenburg-Manteuffel samt undertecknade 5 december den oktrojerade författningen. Hösten 1850 var han preussisk underhandlare vid konferenserna i Warszawa med kejsar Nikolaj I av Ryssland, genom vars bemedling Preussen sökte medelst stora eftergifter undvika ett hotande krig med Österrike. Han avled i en hetsig feber kort efter återkomsten samma år, sedan han genom sitt energiska uppträdande lyckats förhindra Fredrik Vilhelm IV från att störta Preussen i ett utsiktslöst krig. Hans plötsliga frånfälle gav anledning till en patriotisk legendbildning, enligt vilken von Brandenburg skulle dött av sorg över Preussens förödmjukelse.